# Arcangelo Raffaele e Tobiolo (Pollaiolo)
Arcangelo Raffaele e Tobiolo è un dipinto a olio su tavola (188x119 cm) attribuito a Piero del Pollaiolo, databile al 1465-1470 circa e conservato nella Galleria Sabauda a Torino.

## Storia
Giorgio Vasari ricordò l'opera appesa a un pilastro della chiesa fiorentina di Orsanmichele, anche se erroneamente la indicò come su tela. 
Ritrovata da Gaetano Milanesi a palazzo Tolomei in via Ginori a Firenze, fu acquistata nel 1865 dal barone Hector de Garriod per la Galleria Sabauda di Torino, dove tutt'oggi è esposta.

## Descrizione e stile
Nel Libro di Tobia l'Arcangelo Raffaele venne invocato da Tobi, uomo giusto e povero, affinché accompagnasse suo figlio Tobia, spesso chiamato Tobiolo, a riscuotere un credito di dieci talenti d'argento contratto dieci anni prima. Durante il viaggio Raffaele indicò a Tobia la strada più sicura e lo salvò più di una volta, senza mai rivelarsi come angelo, se non alla fine della vicenda. 
Raffaele è rappresentato a sinistra mentre conduce a braccetto Tobia. L'angelo si è già rivelato mostrando le ali, tra l'altro rappresentate con estremo realismo e con un tratto che ne esalta il morbido piumaggio, e Tobia lo guarda senza però alcuna sorpresa. Il giovane è abbigliato in maniera elegante, con una veste corta, un mantello rosso, alti calzari e un cappello da viaggio, mentre reca in mano il pesce che l'angelo gli ha fatto catturare nel Tigri salvandolo dal morso che l'animale stava per dargli al piede. Con la bile del pesce il ragazzo guarirà la cecità del padre.
La veste rossa e il mantello bruno dell'angelo sono trattati con uno stile increspato e reso tumultuoso dal chiaroscuro incisivo, con linee mosse e spezzate tipiche dello stile nervoso e grafico di alcune opere dei fratelli del Pollaiolo. Davanti a Raffaele incede un cagnolino, citato nel passo biblico come compagno di Tobia, che volle seguirlo nel viaggio. 
Dettagliatissimo è il paesaggio sullo sfondo, con una veduta fluviale che si perde in lontananza, sfumata dalla foschia.